# Takumu Fujinuma
Takumu Fujinuma (藤沼 拓夢 Fujinuma Takumu?, nacido el 14 de junio de 1997 en Saitama) es un futbolista japonés que se desempeña como delantero.

## Trayectoria

### Clubes
| Club           | País  | Año         |
| -------------- | ----- | ----------- |
| Omiya Ardija   | Japón | 2016 - 2017 |
| Tochigi SC     | Japón | 2017        |
| Grulla Morioka | Japón | 2018 -      |

## Estadística de carrera

### J. League
| Club         | Año   | J. League | J. League | Copa J. League | Copa J. League | Total | Total |
| Club         | Año   | Part.     | Goles     | Part.          | Goles          | Part. | Goles |
| ------------ | ----- | --------- | --------- | -------------- | -------------- | ----- | ----- |
| Omiya Ardija | 2016  | 0         | 0         | 0              | 0              | 0     | 0     |
| Omiya Ardija | 2017  | 0         | 0         | 2              | 0              | 2     | 0     |
| Tochigi SC   | 2017  | 12        | 1         | -              | -              | 12    | 1     |
| Total        | Total | 12        | 1         | 2              | 0              | 14    | 1     |